# Wekapaug (Niantic)
Wekapaug, glavno selo Istočnih Niantic Indijanaca koje se nalazilo blizu Charlestowna u Rhode Islandu. Značenje imena sela je  'at the end of the pond' , a javlja se i u varijantama Wecapaug, Wequapaug, Wequapauock i slično. 
Istoimeno selo nalazilo se i u Massachusettsu a pripadalo je Nipmuc Indijancima.